# پل بلارت: پلیس بازار ۲
پل بلارت: پلیس بازار ۲ (انگلیسی: Paul Blart: Mall Cop 2) فیلمی در ژانر کمدی به کارگردانی اندی فیکمن است که در سال ۲۰۱۵ منتشر شد.

## بازیگران
- کوین جیمز
- رینی رادریگز
- نیال مک‌دوناف
- دنیلا آلونسو
- دیوید هنری
- شرلی نایت
- گری والنتین
- آنا گستایر
- نیکولاس تورتورو
- لونی لاو
- دی. بی. وودساید
- باب کلندنین
- جکی سندلر
- استیو وین
- مکس الکساندر
- پائولا تریکی
- لورنزو جیمز هنری
- ادواردو برساتگی
- کنراد گود